# The Song of the Western Men
«The Song of the Western Men» (дословный перевод на рус. «Песня западных людей») — популярная корнуоллская песня, музыка и английский текст которой были написаны поэтом и англиканским священником Робертом Стивеном Хоукером. Существует ещё одно название песни — «Trelawny», более употребимое среди корноязычных жителей. «The Song of the Western Men» соревнуется с песней «Bro Goth Agan Tasow» за статус неофициального гимна Корнуолла.

## История
Хоукер написал (возможно, использовав старинные источники) и анонимно опубликовал «The Song of the Western Men» в 1825 году. В песне описываются события, произошедшие в 1688 году во время Славной революции — попытка (по сути, несостоявшаяся) марша корнуэльцев на Лондон с целью освобождения их земляка, епископа Бристольского сэра Джонатана Трелони, брошенного королём Яковом II в Тауэр за протесты против королевской Декларации о религиозной терпимости. Однако вскоре священник был оправдан в суде, чьё решение на родине Трелони встретили всеобщим ликованием и колокольным звоном. Некоторые видные писатели, в том числе сэр Вальтер Скотт, Томас Бабингтон Маколей и Чарльз Диккенс, полагали, что на самом деле песня была написана в XVII веке.
В 1905 году один из идеологов возрождения корнского языка Генри Дженнер выполнил перевод «The Song of the Western Men» на этот язык.
Песня стала одним из маршей 4-го личного Его Величества пехотного полка Британской армии.

## Текст песни
| Роберт Стивен Хоукер. (оригинальная версия) A good sword and a trusty hand! A faithful heart and true! King James's men shall understand What Cornish lads can do! And have they fixed the where and when? And shall Trelawny die? Here's twenty thousand Cornish men Will know the reason why! Припев And shall Trelawny live? And shall Trelawny die? Here's twenty thousand Cornish men Will know the reason why! Out spake their Captain brave and bold: A merry wight was he: Though London Tower were Michael's hold, We'll set Trelawny free! 'We'll cross the Tamar, land to land: The Severn is no stay: With "one and all," and hand in hand; And who shall bid us nay? Припев And when we come to London Wall, A pleasant sight to view, Come forth! come forth! ye cowards all: Here's men as good as you. 'Trelawny he's in keep and hold; Trelawny he may die: Here's twenty thousand Cornish bold Will know the reason why Припев | Генри Дженнер (версия на корнском языке) ‘Ma lel an leuv, ‘ma’n kledha mas ‘Ma’n golon lowen, gwir! Tus Mytern Jams ‘wra konvedhes Pandr’ell Kernowyon sur! Yw ornys le ha prys ankow? ‘Verow Trelawny bras? Mes ugans mil a dus Kernow A wodhvydh oll an kas. Припев ‘Verow Trelawny bras? Mes ugens mil a dus Kernow A wodhvydh oll an kas. ‘Medh aga Hapten, krev ha dreus, Gwas lowen ev a veu, “A pe Tour Loundres Karrek Loos, Ni a’n kergh mes a’n le.” “Ni ‘dres an Tamar, tir dhe dir, A pe ‘vel Havren down, Onan hag oll, dhe’n den eus fur; Dhe’gan lettya ‘fedh own.” Припев “Pan wrellen dos dhe Fos Loundres, Dhe wel a bleg dhyn ni; Ownegyon oll, gwrewgh dos en-mes Dhe dus eus gwell ero’hwi!” “En karhar kelmys rag ankow Mirowgh Trelawny bras! Mes ugans mil a dus Kernow A wodhvydh oll an kas.” Припев |